# Cardellini del fontanino
I Cardellini del fontanino sono un gruppo folk polifonico internazionale nato ufficialmente a Casteldelpiano (GR) nel 1951.

## Storia
Unici interpreti del '"bei", un canto di origine, provenienza e datazione sconosciute, sviluppatosi nel paese da oltre cento anni. Il gruppo è composto da otto/dieci elementi: voce solista, Tirulese (uno iodler modificato detto "bei bei", che esalta ogni canzone con un caratteristico suono), accompagnamento (insieme di bassi, tenori, contralti che eseguono la melodia portante).
Le canzoni raccontano storie paesane in modo ironico e spesso boccaccesco, come uso in Toscana, sono tutte risalenti all'Ottocento e Novecento.
Sull'origine molti studiosi hanno cercato di fare ipotesi, ma tutte di difficile verifica. Ad ogni modo i Cardellini appartengono ad un'area di polifonia popolare tirrenica, che comprende anche il canto a tenore sardo ed il Trallallero genovese. Nei loro oltre cinquanta anni di vita hanno pubblicato dischi e partecipato alle Rassegne e Festival più importanti d'Italia e d'Europa (Croazia, Svizzera, Austria, Francia,  Slovenia,Germania).
Oggi il gruppo è formato da dieci elementi e continua questa antica tradizione ricevendo inviti da tutto il mondo, senza tuttavia tralasciare, com'è nella sua origine, le feste di paese.